# Calle Héroe Sostoa

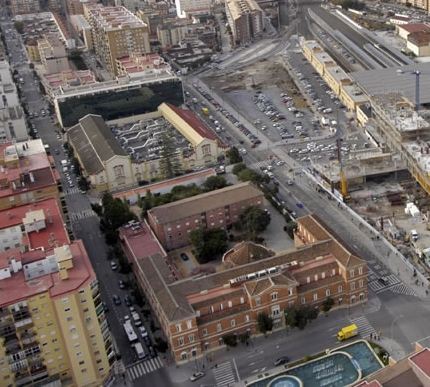
Vista aérea de la Calle Ayala (izquierda) y de la Calle Héroe Sostoa (derecha). En primer plano el Asilo de las Hermanitas de los Pobres, detrás el edificio de A. Lapeira Litograf Española y a la derecha la Estación de Málaga-María Zambrano durante las obras de construcción.

La calle Héroe Sostoa o Héroe De Sostoa es una vía situada en el distrito Carretera de Cádiz de la ciudad de Málaga, España.

## Origen del nombre
Esta calle está dedicada a la figura de Tomás de Sostoa y Achúcarro, un brigadier de la Armada Española nacido en Montevideo, Uruguay en 1786; y fallecido en la calle Ollerías de Málaga en 1849. El nombre de la calle fue propuesto por el Consulado de Uruguay en homenaje a su destacada participación en la batalla de Tamames. El Ayuntamiento de Málaga aprobó la propuesta el 16 de mayo de 1930 y, en diciembre de ese año, fue rebautizada como calle Héroe de Sostoa la que hasta entonces había sido conocida como calle de María Guerrero.

### Confusión del nombre
A menudo esta calle es erróneamente conocida como "Héroes de Sostoa"; lo que lleva a la confusión de que Sostoa hubiera sido una batalla y los héroes, varios. Los callejeros y la señalización actual la llaman «Héroe de Sostoa», aunque originalmente se había suprimido la preposición «de» que sí formaba parte del apellido tal y como vemos en la placa de mármol de su inauguración que se conserva en la esquina de esta calle con la Explanada de la Estación sobre un muro del Asilo de las Hermanitas de los Pobres.

## Características
La calle discurre en dirección este-oeste casi paralela a la línea de costa a lo largo de 1800 metros desde la Explanada de la Estación, entre el Asilo de las Hermanitas de los Pobres y la Estación de Málaga-María Zambrano hasta que cambia y se convierte en la Avenida de Velázquez, tras su intersección con las calles Doradilla y Vicente Aleixandre. La calle Héroe Sostoa y su continuación, la Avenida de Velázquez, eran la antigua carretera de Cádiz.
En esta calle podemos encontrar una alta densidad de población, con altos edificios de viviendas, estrechas calles y espacios verdes casi inexistentes fruto de la acelerada y desplanificada construcción de vivientas en la segunda mitad del siglo XX. Los edificios de esta calle están siendo paulatinamente retranqueados para dotarla de mayor amplitud.
La calle Héroe Sostoa ofrece una actividad comercial basada principalmente en pequeños negocios así como los hoteles Barceló Málaga y Silken Puerta Málaga y una gasolinera entre otros.
Podemos encontrar las fachadas laterales del Asilo de las Hermanitas de los Pobres y de las antiguas instalaciones de A. Lapeira Litograf Española (hoy un establecimiento de Supercor).

### Barrios colindantes
Distrito Centro:
- R.E.N.F.E.
- Explanada de la Estación

Distrito Carretera de Cádiz:
- Parque Ayala
- La Princesa
- Jardín de la Abadía
- Huelin
- Alaska
- Regio
- Girón
- San Carlos Condote

Se han realizado propuestas por parte del Ayuntamiento de Málaga para la reducción del tráfico en esta calle y sus vías transversales así como en su continuación por la Avenida de Velázquez que consistiría en reducir el tráfico de vehículos particulares, la ampliación de las aceras y la reserva de la calzada para carril bus y carril bici.

## Transporte

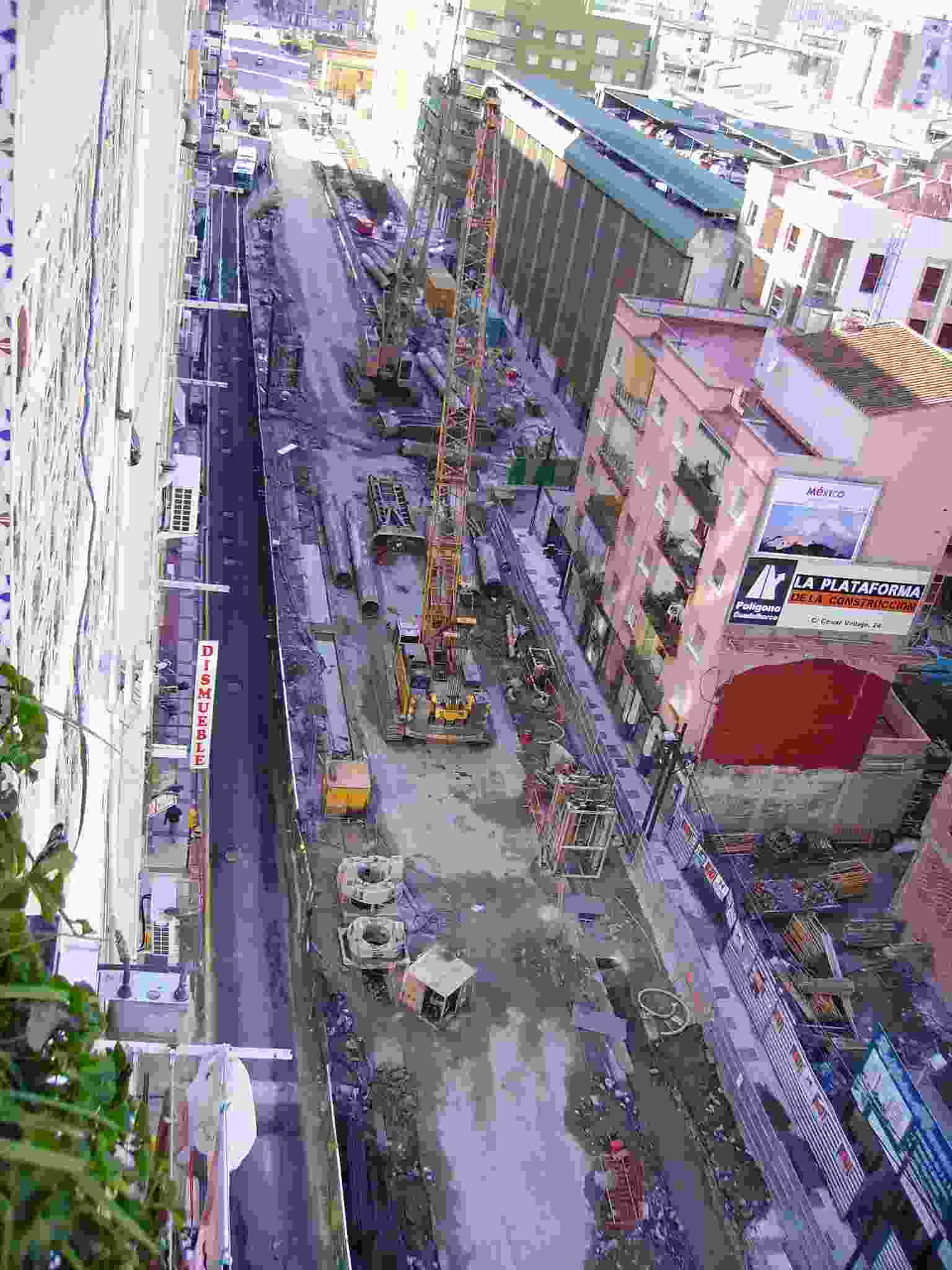
Ejecución de las obras en la Calle Héroe Sostoa

### Metro
Durante la segunda mitad de la década de 2000, esta calle se ha visto afectada por la construcción de la línea 2 del Metro de Málaga, que ha obligado a cortarla al tráfico debido a que los trabajos de construcción de este tramo se han realizado mediante la técnica de muros pantalla en previsión de los posibles daños que el uso de una tuneladora pudieran causar en los edificios colindantes de una vía tan estrecha.
Una vez que finalizaron las obras, los habitantes de los barrios adyacentes a esta calle disponen de las dos estaciones de metro llamadas La Isla y Princesa-Huelin, situadas a la altura del puente de Juan Pablo II y junto al barrio de Huelin respectivamente. El extremo oriental de la calle dista poco de la Estación de El Perchel y lo mismo ocurre en el extremo oeste con la estación de El Torcal. La línea 2 del Metro de Málaga comunica el distrito de Carretera de Cádiz desde Palacio de los Deportes con el centro de la ciudad y con la línea 1 hasta el Campus Universitario de Teatinos.
| Estaciones de Metro con parada en Calle Héroe Sostoa | Estaciones de Metro con parada en Calle Héroe Sostoa | Estaciones de Metro con parada en Calle Héroe Sostoa | Estaciones de Metro con parada en Calle Héroe Sostoa |            |                |
| << cabecera                                          | < estación                                           | estación                                             | estación                                             | estación > | cabecera >>    |
| ---------------------------------------------------- | ---------------------------------------------------- | ---------------------------------------------------- | ---------------------------------------------------- | ---------- | -------------- |
| Atarazanas                                           | El Perchel                                           | LA ISLA                                              | PRINCESA-HUELIN                                      | El Torcal  | Martín Carpena |

### Cercanías
Junto a esta calle está situada la Estación de Málaga-María Zambrano, que ofrece los servicios de tren de la línea C-1 de Cercanías Málaga que comunica el centro de Málaga con el aeropuerto y los municipios de la Costa del Sol Occidental hasta Fuengirola y de la línea C-2 que conduce a Álora. A ello se une el resto de destinos de Alta Velocidad, Largo Recorrido y Media Distancia. 
| Líneas de cercanías con parada en esta estación | Líneas de cercanías con parada en esta estación | Líneas de cercanías con parada en esta estación | Líneas de cercanías con parada en esta estación |                     |
| procedencia/destino                             | < estación                                      | estación                                        | estación >                                      | destino/procedencia |
| ----------------------------------------------- | ----------------------------------------------- | ----------------------------------------------- | ----------------------------------------------- | ------------------- |
| Málaga-Centro-Alameda                           | Málaga-Centro-Alameda                           | MARÍA ZAMBRANO                                  | Victoria Kent                                   | Fuengirola          |
| Málaga-Centro-Alameda                           | Málaga-Centro-Alameda                           | MARÍA ZAMBRANO                                  | Victoria Kent                                   | Álora               |

### Autobús

#### Bus urbano
La siguiente tabla es una relación de las líneas regulares de autobús urbano de la EMT que paran a lo largo de esta calle.
| Líneas regulares de la EMT con parada en la Calle Héroe Sostoa | Líneas regulares de la EMT con parada en la Calle Héroe Sostoa | Líneas regulares de la EMT con parada en la Calle Héroe Sostoa | Líneas regulares de la EMT con parada en la Calle Héroe Sostoa |
| Línea                                                          | Trayecto                                                       | Recorrido                                                      | Frecuencia (laborables)                                        |
| -------------------------------------------------------------- | -------------------------------------------------------------- | -------------------------------------------------------------- | -------------------------------------------------------------- |
| 1                                                              | Parque del Sur - Avda. Europa (San Andrés)                     | Recorrido                                                      | 8-9 minutos                                                    |
| 3                                                              | Paseo del Parque - Puerta Blanca                               | Recorrido                                                      | 8 minutos                                                      |
| 10                                                             | Alameda Principal - Churriana                                  | {{}} Archivado el 28 de septiembre de 2007 en Wayback Machine. | 25-30 minutos                                                  |
| 16                                                             | Paseo del Parque - La Térmica                                  | Recorrido                                                      | 12-13 minutos                                                  |
| 19                                                             | Paseo del Parque - Aeropuerto                                  | Recorrido                                                      | 30-35 minutos                                                  |
| 22                                                             | Avda. Molière - Universidad                                    | Recorrido                                                      | 10 min. (16-18 min. en época no lectiva)                       |
| 27                                                             | Avenida M. A. Heredia - Polígono I. Guadalhorce                | Recorrido                                                      | 70-80 minutos                                                  |
| 31                                                             | Alameda Principal - Mainake                                    | Recorrido                                                      | 18-25 minutos                                                  |
| N1                                                             | Puerta Blanca - El Palo                                        | Recorrido                                                      | 25 minutos                                                     |
| A Express                                                      | Paseo del Parque - Aeropuerto                                  | Recorrido                                                      | 30 minutos                                                     |

#### Bus interurbano
La siguiente tabla contiene la relación de líneas de autobús interurbano del Consorcio de Transporte Metropolitano del Área de Málaga que hacen parada a lo largo de esta calle.
| Líneas interurbanas del Consorcio de Transporte Metropolitano del Área de Málaga con parada en Calle Héroe Sostoa | Líneas interurbanas del Consorcio de Transporte Metropolitano del Área de Málaga con parada en Calle Héroe Sostoa | Líneas interurbanas del Consorcio de Transporte Metropolitano del Área de Málaga con parada en Calle Héroe Sostoa | Líneas interurbanas del Consorcio de Transporte Metropolitano del Área de Málaga con parada en Calle Héroe Sostoa |
| Línea | Trayecto | Recorrido y Horarios                                                                                              | Plano |
| --- | --- | --- | --- |
| M-110 | Málaga-Benalmádena Costa                                                                                          | Recorrido y Horarios                                                                                              | Plano |
| M-113 | Málaga-Fuengirola (Directo)                                                                                       | Recorrido y Horarios                                                                                              | Plano |
| M-115 | Málaga-Benalmádena Costa (Directo)                                                                                | Recorrido y Horarios                                                                                              | Plano |
| M-135 | Málaga-Santa Amalia                                                                                               | Recorrido y Horarios                                                                                              | Plano |